# رافائيل كاتس
رافائيل كاتس هو شخصية أعمال وسياسي أمريكي، ولد في 21 نوفمبر 1841، وتوفي في 22 أكتوبر 1902. انتخب عضو جمعية ولاية ويسكونسن ‏.